# Zumarraga
Zumarraga (em basco) ou Zumárraga (em castelhano) é um município da Espanha na província de Guipúscoa, País Basco. Tem 19,42 km² de área e em 2021 tinha 9 668 habitantes (densidade: 497,8 hab./km²).

## Demografia
| Variação demográfica do município entre 1991 e 2004 | Variação demográfica do município entre 1991 e 2004 | Variação demográfica do município entre 1991 e 2004 | Variação demográfica do município entre 1991 e 2004 |
| --------------------------------------------------- | --------------------------------------------------- | --------------------------------------------------- | --------------------------------------------------- |
| 1991                                                | 1996                                                | 2001                                                | 2004                                                |
| 11 097                                              | 10 324                                              | 10 175                                              | 10 115                                              |